# What Are You Having?
What Are You Having? es un cortometraje del año 2003. Fue dirigido y escrito por Benjamin Meyer, y ganó el premio al Mejor cortometraje en el Festival de cine estadounidense de Deauville (2003).

## Argumento
Sam, un inseguro joven, se encuentra en una cafetería observando el menú. Tiene dudas para decidir que ordenar. Una mujer rubia, de su edad, entra y se sienta a un par de mesas de distancia. Sam imagina varios intentos de conversación con ella; cada uno de sus intentos para romper el hielo son torpes. Alrededor de él se escuchan algunas de las conversaciones de otras mesas, muchas de ellas extrañas y bizarras. En más de una ocasión, la mirada de Sam se cruza con la mirada de la rubia. ¿Se animarán a comunicarse? Ella también tiene ganas de acercarse a él. ¿Puedrá alguno de ellos dos tener coraje e intentar aproximarse al otro?